# Заслужений штурман СРСР
Присвоювалося  Президією Верховної Ради СРСР за поданням Міністра цивільної авіації СРСР. Особам, удостоєним звання «Заслужений штурман СРСР», вручалася грамота Президії Верховної Ради СРСР і нагрудний знак встановленого зразка, що носиться на правій стороні грудей, над  орденами СРСР (при їх наявності).
Позбавлення почесного звання «Заслужений штурман СРСР» могло бути зроблено тільки Президією Верховної Ради СРСР за поданням суду або Міністра цивільної авіації СРСР.

## Перші кавалери
Першими кавалерами почесного звання «Заслужений штурман СРСР» 16 серпня 1966 року стали 5 осіб:
- Аруцян Оганес Михайлович (р. 1925) (вручено знак № 1)
- Кирилов Євдоким Матвійович (1918-?)
- Костенко Микола Федорович (1919-1980)
- Нагорнов Сергій Іванович (1920-1981)
- Степаненко Олексій Данилович (р. 1922)

## Історія
- Встановлено Указом Президії Верховної Ради СРСР від 30 вересня  1965 року;
- Скасовано Указом Президії Верховної Ради СРСР від 22 серпня  1988 року;
- Всього почесного звання були удостоєні 143 людини.